# Otuča
Otuča este o arie protejată (sit de importanță comunitară — SCI) din Croația întinsă pe o suprafață de 35,13 ha, integral pe uscat.

## Localizare
Centrul sitului Otuča este situat la coordonatele 44°21′36″N 15°52′37″E / 44.36°N 15.877°E.

## Înființare
Situl Otuča a fost declarat sit de importanță comunitară în iulie 2013 pentru a proteja 1 specie de plante și 2 specii de animale.

## Biodiversitate
Situată în ecoregiunea alpină, aria protejată conține 1 habitat natural: Lacuri eutrofice naturale cu vegetație de tip Magnopotamion sau Hydrocharition.
La baza desemnării sitului se află mai multe specii protejate:
- plante (1): Apium repens
- mamifere (1): vidră de râu (Lutra lutra)
- nevertebrate (1): Austropotamobius pallipes